# Équipe des Seychelles masculine de volley-ball
Cet article traite de l'équipe masculine. Pour l'équipe féminine, voir Équipe des Seychelles féminine de volley-ball.
L'équipe des Seychelles de volley-ball est la sélection nationale représentant les Seychelles dans les compétitions internationales de volley-ball masculin.
La sélection est quatrième du Championnat d'Afrique de volley-ball masculin 1993. Elle participe aux Jeux africains de 1995, aux Jeux africains de 1999, aux Jeux africains de 2003, aux Jeux africains de 2007, aux Jeux africains de 2011 et aux Jeux africains de 2015.